# Délégation de Douz Nord
Douz Nord est une délégation tunisienne dépendant du gouvernorat de Kébili.
En 2004, elle compte 25 534 habitants dont 12 728 hommes et 12 806 femmes répartis dans 4 467 ménages et 5 007 logements.